# 翼柄紫菀
翼柄紫菀（学名：Aster alatipes）是菊科紫菀属的植物，为中国的特有植物。分布在中国大陆的湖北、陕西等地，生长于海拔800米至1,600米的地区，多生长在低山沟谷阴地或溪岸，目前尚未由人工引种栽培。